# Distretto di Gbi & Doru
Il distretto di Gbi & Doru è un distretto della Liberia facente parte della contea di Nimba. Conta una popolazione di 8.131 abitanti.